# Casa Niemeyer
A Casa Niemeyer foi projetada pelo arquiteto brasileiro Oscar Niemeyer e construída na década de 1960 para ser sua residência. Está localizada na Quadra 26, Conjunto 3 - Setor de Mansões de Park Way.
Atualmente, a casa é parte do patrimônio da Universidade de Brasília (UnB) e desde 2017, está associada à Casa de Cultura da América Latina (CAL) compondo as Casas Universitárias de Cultura. O espaço é dedicado não só à realização de exposições, mas também à difusão da cultura e da arte latino-americanas por meio de práticas, pesquisas, discussões e produções artísticas.

## Histórico

Oscar Niemeyer morou na casa entre 1963 e 1965.

Construída com a finalidade de ser a residência fixa de Oscar Niemeyer em Brasília durante o período em que estivesse lecionando na Universidade de Brasília, a casa possui algumas lacunas em sua história, principalmente com a incerteza sobre o início e fim de seu período de construção, o que provavelmente ocorreu entre os anos de 1961 e 1962. Sabe-se que o arquiteto viveu nesta casa entre os anos de 1963 e 1965, quando fez parte da lista de 223 professores que pediram demissão da UnB após o início do regime militar.
Durante aproximadamente quinze anos a casa ficou desabitada até ser comprada pela UnB em 1980, durante a gestão de José Carlos de Almeida Azevedo como reitor. Nesse momento, havia o desejo de que a residência se tornasse a sede da Casa da Cultura da América Latina (CAL), o que não se efetivou. Em 1993, a Casa foi cedida ao Centro de Promoção e Difusão de Eventos (CESPE).
No ano de 2017, a Casa Niemeyer passou a integrar, juntamente com a Casa da Cultura da América Latina, a Diretoria de Difusão Cultural da Universidade de Brasília – DDC/DEX-UnB, sob direção do Prof. Dr. Alex Calheiros.

## Exposições
A reabertura da Casa Niemeyer como Casa Universitária de Cultura, em 2017, foi marcada pela abertura da exposição “Concrete Spring [Primavera de Concreto]: as obras de Oscar Niemeyer em Argélia”, do fotógrafo britânico Jason Oddy, como parte das comemorações dos 55 anos da UnB. A partir deste mesmo ano, a Casa passou a realizar exposições de arte contemporânea com curadoria da Profa. Dra. Ana Avelar.

### Detrito Federal
Entre 23 de novembro de 2017 e 31 de janeiro de 2018, a Casa Niemeyer recebeu a exposição “Detrito Federal”, com obras inéditas do artista guatemalteco Esvin Alarcón Lam, por ocasião da pesquisa que desenvolveu durante a primeira edição da OCA: Residência Artística da CAL/UnB, em 2017.

### Acaso a Coisa a Casa
Posteriormente, foi a vez da exposição “Acaso a Coisa a Casa”, realizada entre 23 de maio e 12 de agosto de 2018, com esculturas do artista paraense estabelecido em São Paulo, Claudio Cretti.  Simultaneamente, foram realizadas, em parceria com a Galeria Alfinete, as exposições “Desferir o golpe” e “Escavar a ruína” dos artistas brasilienses Ludmilla Alves e César Becker, respectivamente.

### Brasília Extemporânea
Entre 6 de outubro até 15 de fevereiro de 2019, foi realizada a exposição coletiva “Brasília Extemporânea” que contava com trabalho dos artistas Adirley Queirós, Camila Soato, Cao Guimarães, Christus Nóbrega, Clara Ianni, Clarisse Tarran, Diego Castro, Ding Musa, Dora Smék, Gê Orthof, Helô Sanvoy, Gregorio Soares, Isabela Couto, João Trevisan, Joana Pimenta, Karina Dias, Laercio Redondo, Lenora de Barros, Luciana Paiva, Luiz Alphonsus, Márcio Mota, Milton Machado, Nuno Ramos, Raquel Nava, Paul Setúbal, Peter de Brito, Vera Holtz e Xico Chaves.

### Triangular

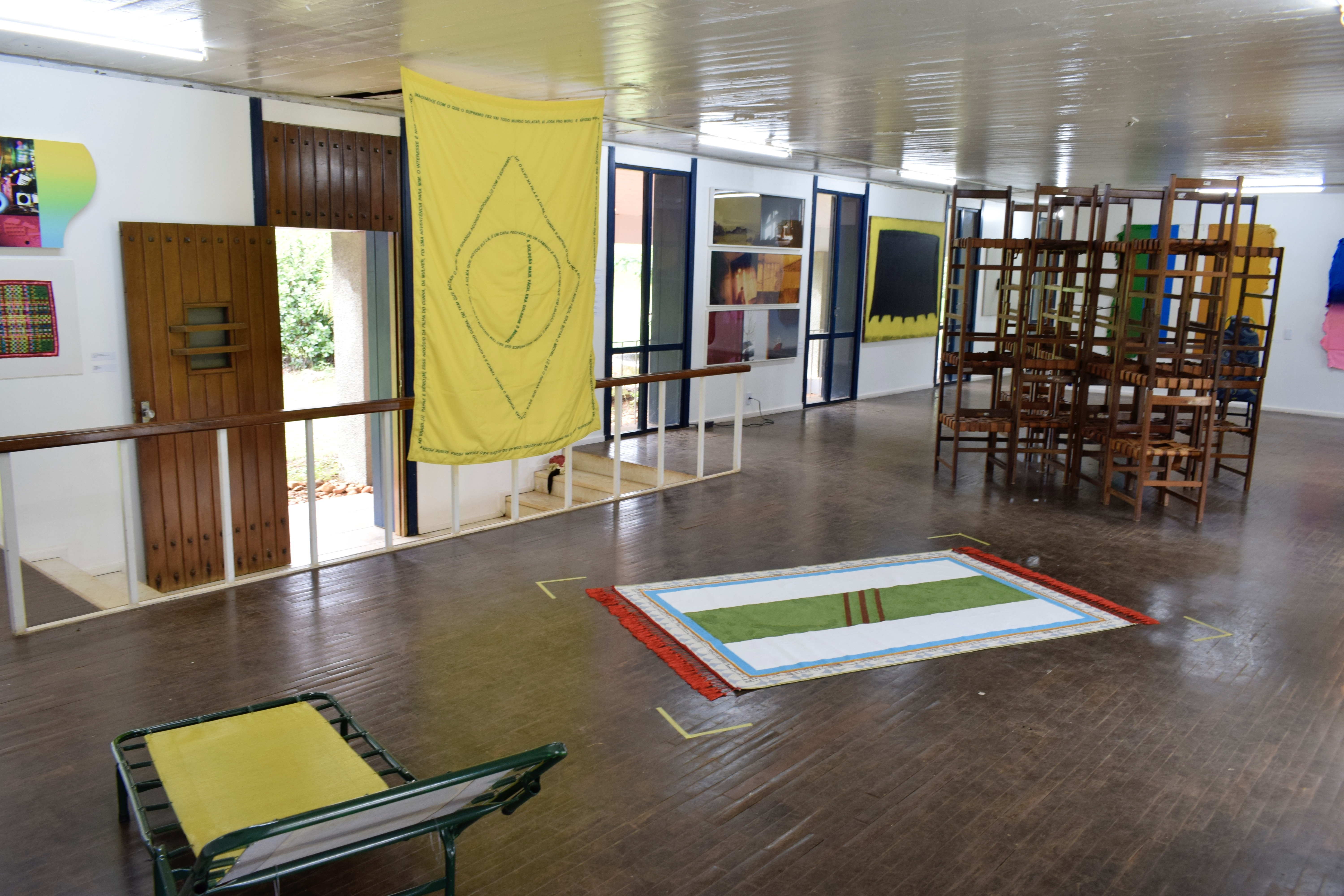
Sala da Casa Niemeyer durante a exposição "Triangular: Arte deste século"

Em 6 dezembro 2019, foi inaugurada a mostra “Triangular: arte deste século - Aquisições recentes para o acervo da Casa da Cultura da América Latina da Universidade de Brasília”, com obras de mais de 100 artistas do Brasil que doaram seus trabalhos para a Casa de Cultura da América Latina – CAL/UnB, cujo acervo pode ser consultado em plataforma própria, o Acervo CAL. A mostra foi escolhida por voto popular como a melhor exposição coletiva institucional de 2019 em pesquisa realizada pela Revista Select.
O título da exposição foi inspirado na Abordagem Triangular da professora Ana Mae Barbosa, em que deseja-se fomentar a estudantes e professores bases para um pensamento crítico sobre a arte, por meio de três pilares: apreciação, contextualização e prática. Assim, a curadoria assinada por Ana Avelar e Gisele Lima objetivou destacar a importância social de um museu universitário como um polo de formação de diferentes agentes do meio artístico, como curadores, críticos, pesquisadores, museólogos e arte-educadores. Para tanto, a coleção foi pensada de forma a ampliar e diversificar o acesso de alunos e da comunidade externa a obras de arte contemporânea e de propiciar um espaço de discussão para além das salas de aula por meio de atividades educativas.
Como forma dar continuidade a suas ações durante o período da pandemia da COVID-19, a equipe da mostra Triangular desenvolveu o projeto Casa Niemeyer Digital em que realiza ações educativas em suas páginas oficiais nas redes sociais para o público em geral.
Artistas participantes da coleção: Adriana Vignoli, Alice Lara, Aline Motta, Amanda Cursino, Ana Teixeira, André Parente, André Ricardo, Andrey Zignnatto, Annima de Matos, Bárbara Wagne, Bené Fonteles, Bia Leite, Bruno Dunley, Bruno Duque, Bruno Moreschi, Caetano Dias, Camila Soato, Carlos Sena, Cecília Lima, Cecília Mori, Christus Nóbrega, Clarissa Tossin, Clarisse Tarran, Claudio Cretti, Cleverson Salvaro, Contrafilé, Dalton Paula, Daniel Caballero, Danielle Fonseca, David Almeida, Delson Uchôa, Denilson Baniwa, Ding Musa, Dirceu Maués, Divino Sobral, Dora Smék, Edu Marin, Eduardo Belga, Elder Rocha, EmpreZa, Fernanda Azou, Fernando Burjato, Fernando Piola, Frederico Filippi, Gabriela Sacchetto, Gê Orthof, Germana Monte-Mór, Giselle Beiguelman, Gregório Soares, Gu da Cei, Guerreiro do Divino Amor, Gustavo Silvamaral, Gustavo Torrezan, Helô Sanvoy, Ío, Jaider Esbell, Jaime Prades, João Angelini, João Castilho, João Trevisan, José Ivacy, Julia Angulo, Juliana Notari, Karina Dias, Keyla Sobral, Laercio Redondo, Lâmina, Laura Andreato, Lenora de Barros, Lucas Dupin, Luciana Paiva, Luísa Günther, Lyz Parayzo, Marcelo Silveira, Márcio Mota, Mariano Klautau Filho, Mateus Gandara, Matias Mesquita, Miguel Simão, Natasha de Albuquerque, Pablo Lobato, Paul Setúbal, Paulo Nazareth, Paulo Tavares, Pedro Alvim, Pedro Gandra, Peter de Brito, Rafael da Escóssia, Ralph Gehre, Randolpho Lamonier, Raphael Escobar, Raquel Nava, Renata Felinto, Renato Pera, Rodrigo D’Alcântara, Rômulo Barros, Sérgio Sister, Sol Casal, Sue Nhamandu, Tiago Sant’Ana, Thiago Martins de Melo, Tony Camargo, Traplev, Vera Holtz, Victor de La Rocque, Wagner Barja, Yuli Yamagata e Yuri Firmeza

## Arquitetura

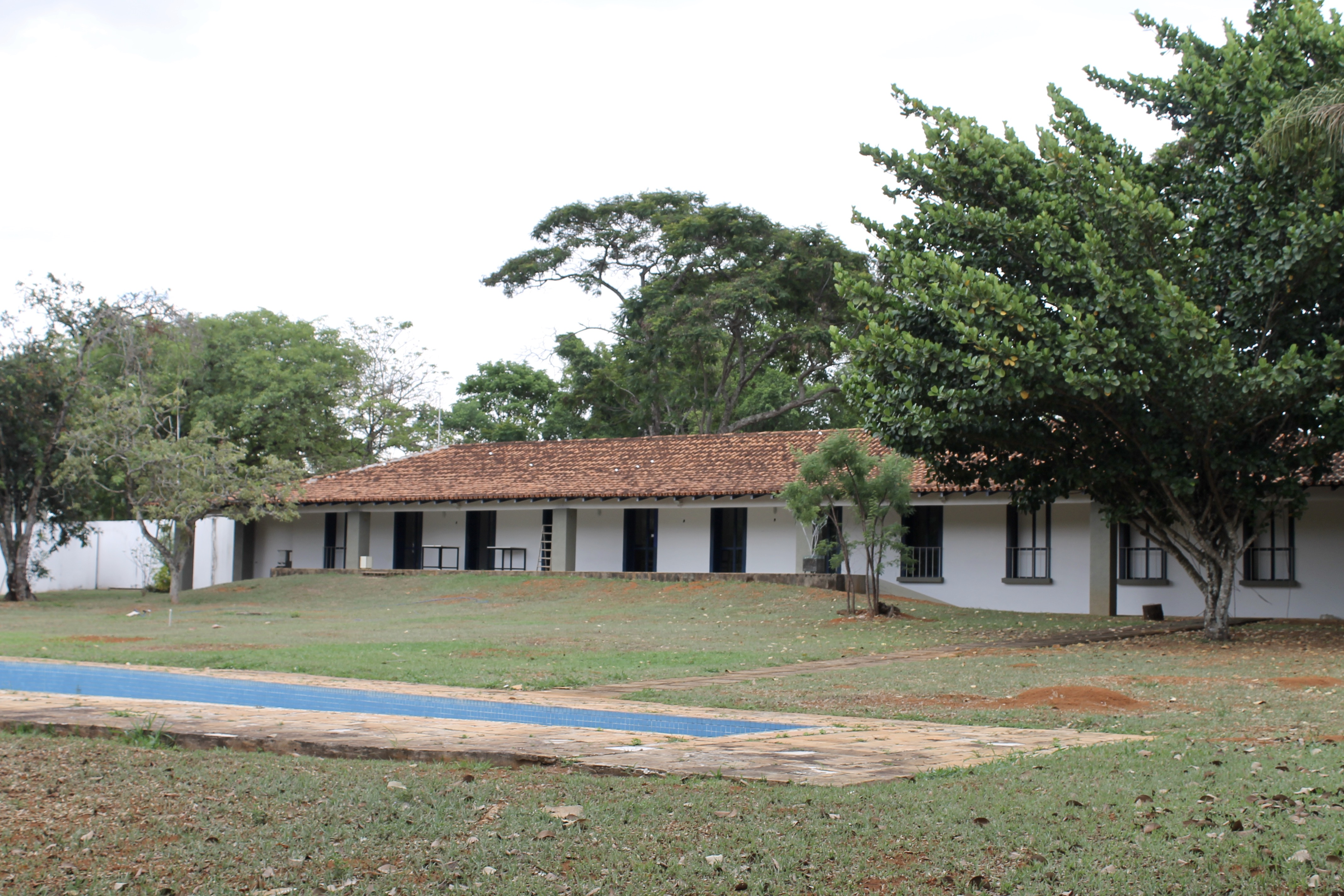
Área posterior da Casa Niemeyer

Localizada no Setor de Mansões Park Way (SMPW), a Casa Niemeyer foi construída em um terreno com as dimensões originais do loteamento do bairro, 100 x 200 m, totalizando 20.000 m² de área. Ocupando a faixa central do terreno, o conjunto formado pela casa e piscina se destaca pela diferença dos demais projetos produzidos por Oscar Niemeyer, pois desde o começo de sua carreira, o arquiteto seguia estritamente os preceitos da arquitetura moderna difundidos por Le Corbusier.
Em um primeiro olhar a casa se assemelha bastante ao desenho das construções do período colonial brasileiro, com sua cor branca, janelas azuis e cobertura em telhas de barro e as fachadas alpendradas. Mas é possível perceber, em uma análise mais aprofundada, que a construção combina aspectos arquitetônicos coloniais e modernos, referenciando os pensamentos dos arquitetos modernistas brasileiros que percebiam proximidades formais e estruturais entre a nova arquitetura do século XX e as construções realizadas no país entre os séculos XVII e XVIII.
Construída em concreto armado, sistema estrutural popularizado durante o século XX, a Casa possui uma estrutura racionalizada e simplificada que adequa-se à sua planta retangular de aproximadamente 600 m². A construção segue a organização tradicional das residências brasileiras, em que a sala, ambiente dedicado à socialização, é o elemento central da casa e realiza a conexão entre as áreas íntima, onde se localizam os quartos, e de serviço, onde se localiza a cozinha e lavanderia.

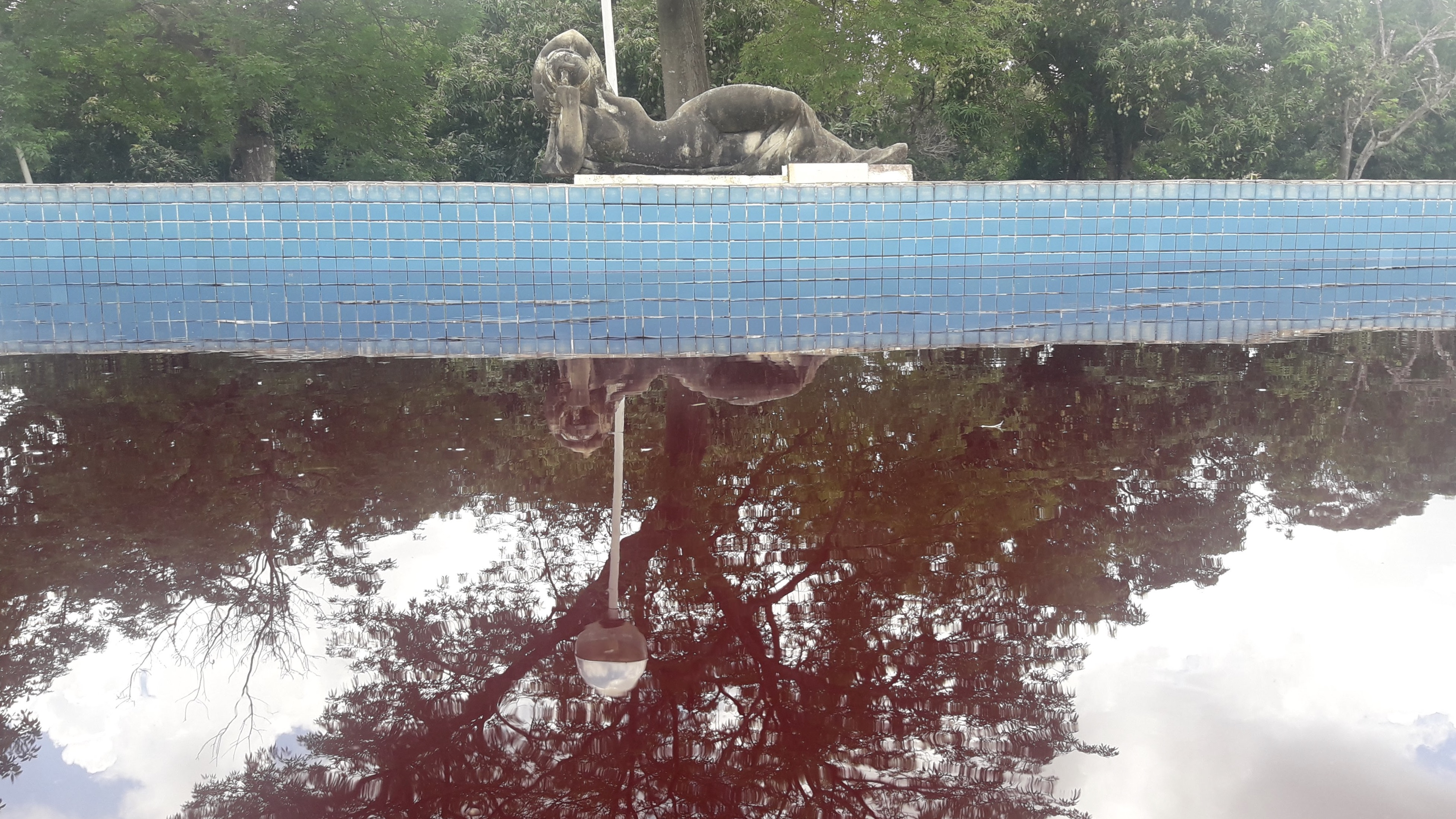
Escultura de Alfredo Ceschiatti presente na Casa Niemeyer. Ela é uma cópia da obra Guanabara, de Ceschiatti

Na área externa do complexo, há dois elementos que se destacam das linhas retas das casa por seus formatos irregulares e que se aproximam das linhas sinuosas características das obras de Niemeyer: o espelho d’água, na parte frontal da residência e, na parte posterior, uma grande piscina em formato irregular. Perto da piscina há uma cópia da escultura “Guanabara”, de Alfredo Ceschiatti, presente também em outros projetos residenciais de Oscar Niemeyer, como a Casa das Canoas e a Casa Edmundo Cavanelas.

## Curiosidades
1. A casa foi objeto de uma série de fotografias, realizada em 2017 por Jason Oddy, que retratam aspectos quase intocados do espaço.[14]

## Ligações Externas
- Acervo CAL UnB
- DEX UnB
- Instagram oficial da Casa Niemeyer